# Confronto (ordinamento penale italiano)
Il confronto, nell'ordinamento penale italiano, è disciplinato dal capo III del titolo II (mezzi di prova) del libro III (prove) del codice di procedura penale e, precisamente, dagli artt. 211 e 212.

## Disciplina
L'articolo 211 precisa i presupposti del confronto:
Queste persone possono essere gli imputati stessi, le parti processuali, o i testimoni. Non può essere ammesso un confronto fra due soggetti che non abbiano già reso dichiarazioni in precedenza.
L'articolo 212 fissa invece le modalità del confronto: